# Listă de filme britanice din 1975
Aceasta este o listă de filme britanice din 1975:

## Lista
| Titlu                                             | Regizor                    | Distribuție                                              | Gen               | Note                                                     |
| ------------------------------------------------- | -------------------------- | -------------------------------------------------------- | ----------------- | -------------------------------------------------------- |
| Adam and Nicole                                   | Trevor Wrenn               | Michael Watkins, Jennifer Westbrook                      | Drama             |                                                          |
| The Adventure of Sherlock Holmes' Smarter Brother | Gene Wilder                | Gene Wilder, Marty Feldman                               | Comedy            |                                                          |
| Alfie Darling                                     | Ken Hughes                 | Alan Price, Jill Townsend                                | Comedy/drama      |                                                          |
| Autobiography of a Princess                       | James Ivory                | James Mason, Madhur Jaffrey                              | Drama             |                                                          |
| Barry Lyndon                                      | Stanley Kubrick            | Ryan O'Neal, Marisa Berenson                             | Drama             | Winner of four Academy Awards                            |
| Brannigan                                         | Douglas Hickox             | John Wayne, Judy Geeson                                  | Crime drama       |                                                          |
| Brother, Can You Spare a Dime?                    | Philippe Mora              | Newsreel footage of various personages of the 1930s      | Documentary       |                                                          |
| Carry On Behind                                   | Gerald Thomas              | Kenneth Williams, Elke Sommer                            | Comedy            |                                                          |
| Conduct Unbecoming                                | Michael Anderson           | Michael York, Richard Attenborough                       | Drama             |                                                          |
| Confessions of a Pop Performer                    | Norman Cohen               | Robin Askwith, Antony Booth                              | Sex comedy        |                                                          |
| Dick Deadeye, or Duty Done                        | Bill Melendez              | Victor Spinetti, Peter Reeves                            | Musical           |                                                          |
| Eskimo Nell                                       | Martin Campbell            | Christopher Timothy, Roy Kinnear, Katy Manning           | Sex comedy        |                                                          |
| The Firefighters                                  | Jonathan Ingrams           |                                                          | Drama             |                                                          |
| Flame                                             | Richard Loncraine          | Slade                                                    | Musical           |                                                          |
| Galileo                                           | Joseph Losey               | Topol, Edward Fox, John Gielgud                          | Biography         |                                                          |
| The Ghoul                                         | Freddie Francis            | Peter Cushing, John Hurt                                 | Horror            |                                                          |
| Hedda                                             | Trevor Nunn                | Glenda Jackson, Peter Eyre                               | Drama             | Film of Ibsen's play Hedda Gabler                        |
| Hennessy                                          | Don Sharp                  | Rod Steiger, Trevor Howard                               | Thriller          |                                                          |
| The Hostages                                      | David Eady                 | Julian Holloway, Robin Askwith                           | Family            |                                                          |
| The Human Factor                                  | Edward Dmytryk             | George Kennedy, John Mills                               | Thriller          |                                                          |
| I Don't Want to Be Born                           | Peter Sasdy                | Joan Collins, Ralph Bates, Eileen Atkins                 | Horror            |                                                          |
| In Celebration                                    | Lindsay Anderson           | Alan Bates, Brian Cox                                    | Drama             | Filmed play by David Storey                              |
| Inserts                                           | John Byrum                 | Richard Dreyfuss, Veronica Cartwright                    | Comedy drama      |                                                          |
| Inside Out                                        | Peter Duffell              | Telly Savalas, Robert Culp                               | Comedy/crime      |                                                          |
| Intimate Reflections                              | Don Boyd                   | Anton Rodgers, Lillias Walker                            | Drama             |                                                          |
| The Land That Time Forgot                         | Kevin Connor               | Doug McClure, Keith Barron                               | Fantasy/adventure |                                                          |
| Legend of the Werewolf                            | Freddie Francis            | Peter Cushing, Ron Moody                                 | Horror            |                                                          |
| The Lifetaker                                     | Michael Papas              | Terence Morgan, Peter Duncan                             | Thriller          | [ 1 ]                                                    |
| Lisztomania                                       | Ken Russell                | Roger Daltrey, Fiona Lewis                               | Musical b         |                                                          |
| Man Friday                                        | Jack Gold                  |                                                          |                   | Entered into the 1975 Cannes Film Festival               |
| The Man Who Would Be King                         | John Huston                | Sean Connery, Michael Caine, Christopher Plummer         | Adventure         |                                                          |
| Monty Python and the Holy Grail                   | Terry Jones, Terry Gilliam | The members of Monty Python, Carol Cleveland, Neil Innes | Comedy            | First original film by Monty Python                      |
| The Old Curiosity Shop                            | Michael Tuchner            | Anthony Newley, David Hemmings                           | Musical           |                                                          |
| One of Our Dinosaurs Is Missing                   | Robert Stevenson           | Peter Ustinov, Helen Hayes, Clive Revill                 | Comedy            |                                                          |
| Out of Season                                     | Alan Bridges               | Vanessa Redgrave, Cliff Robertson, Susan George          | Drama/romance     | Entered into the 25th Berlin International Film Festival |
| Overlord                                          | Stuart Cooper              |                                                          |                   | Won the Jury Grand Prix at Berlin                        |
| Paper Tiger                                       | Ken Annakin                | David Niven, Toshirō Mifune, Ando                        | Drama             |                                                          |
| Penelope Pulls It Off                             | Peter Curran               | Linda Marlowe, Anna Bergman                              | Comedy            | [ 2 ]                                                    |
| Permission to Kill                                | Cyril Frankel              | Dirk Bogarde, Ava Gardner, Timothy Dalton                | Spy thriller      |                                                          |
| The Return of the Pink Panther                    | Blake Edwards              | Peter Sellers, Christopher Plummer                       | Comedy            |                                                          |
| The Rocky Horror Picture Show                     | Jim Sharman                | Tim Curry, Susan Sarandon, Barry Bostwick                | Cult musical      |                                                          |
| The Romantic Englishwoman                         | Joseph Losey               | Michael Caine, Glenda Jackson                            | Drama             |                                                          |
| Royal Flash                                       | Richard Lester             | Malcolm McDowell, Oliver Reed, Alan Bates                | Adventure/comedy  |                                                          |
| Russian Roulette                                  | Lou Lombardo               | George Segal, Cristina Raines                            | Thriller          | Co-production with Canada                                |
| Secrets of a Superstud                            | Morton Lewis, Alan Selwyn  | Anthony Kenyon, Mark Jones                               | Sex comedy        |                                                          |
| Spanish Fly                                       | Bob Kellett                | Terry-Thomas, Leslie Phillips                            | Comedy            |                                                          |
| The Spiral Staircase                              | Peter Collinson            | Jacqueline Bisset, Christopher Plummer                   | Thriller          |                                                          |
| That Lucky Touch                                  | Christopher Miles          | Roger Moore, Susannah York                               | Comedy            |                                                          |
| Three for All                                     | Martin Campbell            | Adrienne Posta, Robert Lindsay, Paul Nicholas            | Comedy            |                                                          |
| Tommy                                             | Ken Russell                | Roger Daltrey, Oliver Reed, Ann-Margret, Elton John      | Musical           |                                                          |
| The Ups and Downs of a Handyman                   | John Sealey                | Barry Stokes, Penny Meredith                             | Sex comedy        |                                                          |
| The Wilby Conspiracy                              | Ralph Nelson               | Sidney Poitier, Michael Caine, Nicol Williamson          | Thriller          |                                                          |
| Winstanley                                        | Kevin Brownlow             | Miles Halliwell                                          | Drama             |                                                          |